# بني سلطان بني روتن (عين بيضاء)
بني سلطان بني روتن هي إحدى مشيخات المملكة المغربية، تتبع جغرافيا لإقليم وزان وإداريًا لعين بيضاء. يقدر عدد سكانها بـ 4949 نسمة حسب الإحصاء الرسمي للسكان والسكنى لسنة 2004.